# Vítor Júnior
Vítor Silva Assis de Oliveira Júnior, genannt Vítor Júnior, (* 15. September 1986 in Porto Alegre) ist ein brasilianischer Fußballspieler.

## Karriere
Vítor Júnior kam im Sommer 2006 aus Brasilien zu NK Dinamo Zagreb und unterschrieb einen Vertrag bis 2011. Er galt als sehr talentierter Spieler im Offensivbereich. Infolge von Eingewöhnungsschwierigkeiten und der starken sportlichen Konkurrenz im Kader konnte er sich dort nicht durchsetzen. Nach zahlreichen Stationen u. a. bei slowenischen, mexikanischen und saudi-arabischen Vereinen kehrte er 2020 zum EC São José in seine Heimatstadt Porto Alegre zurück.

## Erfolge
Atlético Goianiense
- Staatsmeisterschaft von Goiás (2011)

Internacional
- Staatsmeisterschaft von Rio Grande do Sul (2013)

Figueirense
- Staatsmeisterschaft von Santa Catarina (2014)